# Vörå-Maxmo
 Vörå-Maxmo  este o fostă comună în vestul Finlandei, care avea o populație de circa 4.500 de locuitori.